# 漂流到北京
《漂流到北京》是香港作家曾雪儀的作品，是由作者的自身的經歷改編而成，突破機構發行。這部小說曾獲得信義宗神學院主辦的第32屆湯清基督教文藝獎「文藝創作組推薦獎」獎項， 入選香港教育專業人員協會及公共圖書館聯合主辦的「第8屆書叢榜」高小組候選書目。

## 內容簡介
丁鈴拉二胡的才藝非凡，令所有人都歎為觀止，卻因家境貧困而進入民辦打工學校。她在戲劇組裡認識了何一龍、菊婷、沈夢洋、趙燕燕和袁曉蘭幾位朋友，一起面對了很多困難，最後都一一因家庭問題而被迫停學去上班。最後，丁鈴被藝術學校的校長收為學生。